# Municipio de Stokes (condado de Roseau)
El municipio de Stokes (en inglés: Stokes Township) es un municipio ubicado en el condado de Roseau en el estado estadounidense de Minnesota. En el año 2010 tenía una población de 215 habitantes y una densidad poblacional de 2,31 personas por km².

## Geografía
El municipio de Stokes se encuentra ubicado en las coordenadas 48°45′39″N 95°56′32″O / 48.76083, -95.94222. Según la Oficina del Censo de los Estados Unidos, el municipio tiene una superficie total de 93.26 km², de la cual 93,26 km² corresponden a tierra firme y (0 %) 0 km² es agua.

## Demografía
Según el censo de 2010, había 215 personas residiendo en el municipio de Stokes. La densidad de población era de 2,31 hab./km². De los 215 habitantes, el municipio de Stokes estaba compuesto por el 99,07 % blancos, el 0,47 % eran afroamericanos, el 0,47 % eran asiáticos. Del total de la población el 0,47 % eran hispanos o latinos de cualquier raza.